# أندريه بريتو
أندريه بريتو هو لاعب كرة قدم برتغالي في مركز حراسة المرمى، ولد في 18 أبريل 1993 في غيمارايش في البرتغال. شارك مع منتخب البرتغال تحت 16 سنة لكرة القدم ومنتخب البرتغال تحت 17 سنة لكرة القدم ومنتخب البرتغال تحت 18 سنة لكرة القدم ومنتخب البرتغال تحت 19 سنة لكرة القدم ومنتخب البرتغال تحت 20 سنة لكرة القدم. أما مع النوادي، فقد لعب مع فيتوريا دي غيماريش ومومباي سيتي ونادي فارزيم.

## وصلات خارجية
- أندريه بريتو على موقع Soccerway.com (الإنجليزية)
- أندريه بريتو على موقع عالم كرة القدم.نت (الإنجليزية)